# Chłaniów (gromada)
Chłaniów – dawna gromada, czyli najmniejsza jednostka podziału terytorialnego Polskiej Rzeczypospolitej Ludowej w latach 1954–1972.
Gromady, z gromadzkimi radami narodowymi (GRN) jako organami władzy najniższego stopnia na wsi, funkcjonowały od reformy reorganizującej administrację wiejską przeprowadzonej jesienią 1954 do momentu ich zniesienia z dniem 1 stycznia 1973, tym samym wypierając organizację gminną w latach 1954–1972.
Gromadę Chłaniów z siedzibą GRN w Chłaniowie utworzono – jako jedną z 8759 gromad na obszarze Polski – w powiecie krasnostawskim w woj. lubelskim na mocy uchwały nr 9 WRN w Lublinie z dnia 5 października 1954. W skład jednostki weszły obszary dotychczasowych gromad Chłaniów wieś, Chłaniów kol., Chłaniówek i Wierzchowina ze zniesionej gminy Żółkiewka w tymże powiecie. Dla gromady ustalono 19 członków gromadzkiej rady narodowej.
1 stycznia 1960 do gromady Chłaniów włączono obszar zniesionej gromady Bzowiec oraz wieś Majdan Wierzchowiński ze zniesionej gromady Koszarsko w tymże powiecie.
Gromada przetrwała do końca 1972 roku, czyli do kolejnej reformy gminnej.